# Седогептулозобисфосфатаза
Седогептулозобисфосфатаза представляет собой фермент, который катализирует удаление фосфатной группы от седогептулозо-1,7-бисфосфата с образованием седогептулозо-7-фосфата. По своей активности — фосфатаза или, говоря более обобщенно, гидролаза. Участвует в цикле Кальвина.

## Структура
Седогептулозобисфосфатаза — гомодимерный белок и состоит из двух идентичных субъединиц. Размер белка отличается у разных видов; в листьях растений огурца его масса составляет порядка 92 000 кДа (две субъединицы по 46 000 кДа). В состав главного функционального домена, управляющего работой фермента, входит дисульфид связь между двумя остатками цистеина. Для работы фермента требуется присутствие магния (Mg2+). Седогептулозобисфосфатаза закреплена на стромальной стороне тилакоидной мембраны растительных хлоропластов. Некоторые исследования указывали на то, что этот она может быть частью большого (900 кДа) мультиферментного комплекса вместе с рядом других фотосинтетических ферментов.

## Регуляция

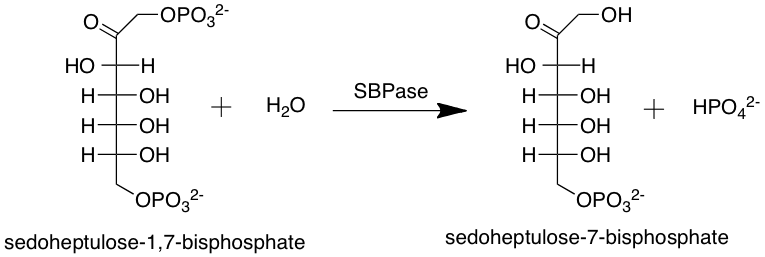
Реакция катализируемая седогептулозобисфосфатазой

Седогептулозобисфосфатаза участвует в регенерации 5-углеродных сахаров в ходе цикла Кальвина и играет большую роль в регулировании потока углерода. Была обнаружена сильная корреляция активности этого фермента с количеством фотосинтетически фиксированного углерода. Как и многие ферменты цикла Кальвина, седогептулозобисфосфатаза активируется светом через ферредоксин-тиоредоксиновую систему. В ходе световых реакций фотосинтеза, энергия света питает транспорт электронов от воды к ферредоксину. Фермент ферредоксин-тиоредоксинредуктаза использует восстановленный ферредоксин для восстановления дисульфидной связи тиоредоксина из дисульфида до дитиола. Восстановленный тиоредоксин восстанавливает цистеин-цистеиновую дисульфидную связь в седогептулозобисфосфатазы, что переводит фермент активную форму.

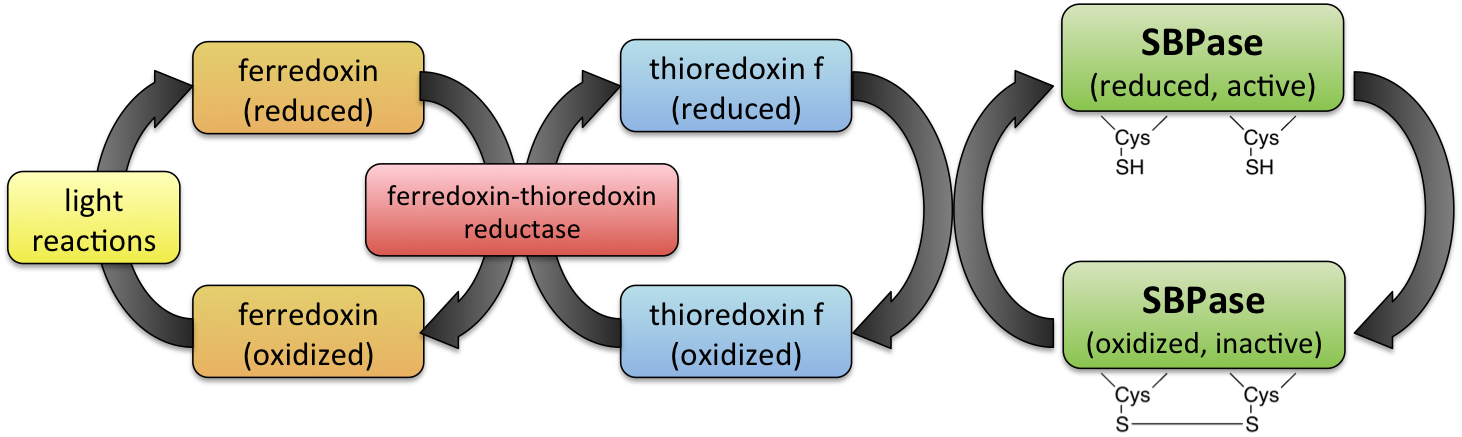
Пример действия ферредоксин-тиоредоксиновой системы.

Кроме ферредоксин-тиоредоксиновой системы седогептулозобисфосфатаза регулируется концентрацией ионов Mg2+, которая оказывает существенное влияние на активность фермента и скорость катализа. Активность фермента также подавляется в кислых условиях (низкий рН). Кислые условия в целом вносят большой вклад в общее ингибирование фиксации углерода при снижении рН внутри стромы хлоропласта. Наконец, седогептулозобисфосфатаза регулируется за счёт отрицательной обратной связи, её активность ингибируется продуктами реакции катализируемой её реакции: седогептулозо-7-фосфатом и неорганическим фосфатом.

## Эволюционное происхождение
Седогептулозобисфосфатаза и фруктозо-1,6-бисфосфотаза обе являются фосфатазами, катализирующими схожие реакции в ходе цикла Кальвина. Гены этих двух ферментов филогенетически связаны. Гены обоих белков кодируются ядерным геномом у растений и ведут свою родословную от бактерий. Седогептулозобисфосфатаза встречается у многих видов. В дополнение к тому, что этот фермент повсеместно присутствует у фотосинтезирующих организмов, он также обнаружен у ряда родственных не фотосинтезирующих микроорганизмов.